# Conor Gormley
Pour les articles homonymes, voir Gormley.
Conor Gormley est joueur de football gaélique du club de Carrickmore GAA et du Comté de Tyrone. Il joue milieu de terrain en club et arrière latéral gauche en équipe de Comté. Il a gagné par deux fois le All Ireland avec le Comté de Tyrone.
Il a été élu trois fois dans l’équipe All-Star au terme des saisons 2003, 2005 et 2008 du Championnat d'Irlande de football gaélique.

## Avec Carrickmore St. Colmcille's GAA
Conor Gormley joue pour le club de Carrickmore St. Colmcille's et a gagné quatre fois le championnat du Tyrone (1999, 2001, 2004, 2005). Il est capitaine de son club.

## En équipe du Comté
Conor Gromley  est un des joueurs importants de l’équipe du Tyrone. Il y joue rôle pivot dans la conquête des victoires dans le All-Ireland de 2003, 2005 et 2008.
Gormley connait son heure de gloire en 2003 lors de la finale du Championnat d’Irlande de football gaélique contre Armagh GAA. Alors qu’il ne reste que deux minutes à jouer, Tyrone mène le match avec trois petits points d’avance. Stephen McDonnell, joueur d’Armagh qui a déjà marqué 5 buts depuis le début de la compétition, s’empare de la balle dans une zone dangereuse et s’avance vers le but de Tyrone. Alors qu’il s’apprête à tirer, Gormley se met en opposition et dévie le ballon évitant un but qui aurait permis à Armagh de revenir à égalité. Tyrone remporte finalement le match sur le score de 0-12 à 0-09.
En août 2006, Gormley est gravement blessé au cours d’un match de club. Il souffre d’une double fracture de la jambe,. Il reste une année sans jouer. Il ne fait son retour qu’au début de la saison 2007.